# Беляус (некрополь)
Беляус — позднескифский некрополь в Черноморском районе Крыма. Расположен в 2 км к юго-востоку от села Знаменское, в 75 метрах к северу от одноимённого городища. Исследовался вместе с городищем Беляус в ходе комплексных раскопок 1960—1980 годов учёными Института археологии Академии Наук СССР.

## Исследования
Могильник был открыт в сезон 1967 года О. Д. Дашевской, которая возглавляла Донузлавскую экспедицию Института археологии Академии Наук СССР. Она занималась раскопками городища Беляус. Вплоть до 1981 года памятник систематически раскапывался и изучался.
Фибулы из комплексов были исследованы Б. Ю. Михлиным, антропологический материал — Т. С. Кондукторовой.

## Описание
Позднескифский некрополь, в большинстве своём грунтовый, расположен в 2 км к юго-востоку от села Знаменское, в 75 м к северу от одноимённого городища на бывшем поле колхоза «Путь Ленина». Современный топоним наследован от соседнего бывшего села Беляу́с, искажённое Бель-Аву́з; крымскотат. Bel Avuz, Бель Авуз, которое как хутор впервые было упомянуто во второй половине XIX века.
Памятник датируется двумя периодами: конец III в. до н. э. — I в. и IV—V вв. Этнокультурная принадлежность памятника — Херсонесское государство, поздние скифы, гунны. Исторический регион — Херсонесское государство, позднескифское царство.
Размеры памятника составляют участок около 250 на 200 м. Это единственный позднескифский могильник в Северо-Западном Крыму не повреждённый хозяйственной деятельностью и почти полностью изученный археологически. Площадь исследованной в ходе раскопок территории около 2 га, остались неизученные окраинные участки.
На памятнике выявлено 170 грунтовых погребальных сооружений различных типов: земляные склепы (однокамерные и двухкамерные), ямы, трупосожжения в керамических урнах, 93 подбойные могилы. из них 85 погребений — детские. Были обнаружены четыре ограбленных ещё в древности подкурганных каменных склепов с разрушенными насыпями и сводами. Они, на основе характерной строительной техники, были отнесены к греческому могильнику. В одном из них был вторично захоронен (при датировке IV—V вв.) гуннский мальчик двенадцати-четырнадцати лет с многочисленным погребальным инвентарём, золотыми и серебряными украшениями. Все комплексы после изучения были законсервированы отработанным грунтом, после раскопок на местности продолжалась распашка и сельскохозяйственное использование территории.
Похоронный инвентарь был составлен из комплексов целой керамической посуды, краснолаковых изделий, металлических ювелирных изделий, бус. Составлено крупнейшее собрание «мегарских чаш». Находки хранятся в фондах и экспозиции Евпаторийского краеведческого музея.
Государственный учётный номер памятника 1789а. Охраняется в составе памятника культурного наследия федерального значения — Восточно-беляусского городища  Объект культурного наследия народов РФ федерального значения. Рег. № 912441419170006 (ЕГРОКН).